# حجت‌الله سیفی
حجت‌الله سیفی (زاده ۵ فروردین ۱۳۳۳) کارگردان، فیلم‌نامه‌نویس، تهیه‌کننده و تدوین‌گر اهل ایران است.
از دیگر فعالیت‌های او می‌توان به عضویت در شورای مرکز هنرهای نمایشی، شورای طرح و برنامه بنیاد سینمایی فارابی، شورای طرح سیما فیلم، شورای طرح و برنامه شبکه اول سیما، مؤسس و مدیرعامل سینمای جوان ایران، مشاور مرکز آموزش فیلمسازی، عضو شورای سینمای وزارت ارشاد، دبیر جشنواره سینمایی کیش، مدیرعامل مؤسسه فرهنگی و هنری ناهید فیلم اشاره کرد.

## فعالیت‌های حرفه‌ای

### بازیگر
- زمین آسمانی (۱۳۷۳)
- فصل خون (۱۳۶۰)

### کارگردان
- سفر پرماجرا (۱۳۹۴)
- بچه‌های جسور (۱۳۹۱)
- سهم من از زندگی (۱۳۸۹)
- به خاطر خواهرم (۱۳۸۶)
- محکومین بهشت (۱۳۸۴)
- عروس کاغذی (۱۳۷۴)
- ماه عسل (۱۳۷۱)
- خانه‌ای مثل شهر (۱۳۶۶)
- جستجو در شهر (۱۳۶۴)
- کیلومتر پنج (۱۳۶۱)

### نویسنده
- سفر پرماجرا (۱۳۹۴)
- بچه‌های جسور (۱۳۹۱)
- سهم من از زندگی (۱۳۸۹)
- به خاطر خواهرم (۱۳۸۶)
- محکومین بهشت (۱۳۸۴)
- عروس کاغذی (۱۳۷۴)
- ماه عسل (۱۳۷۱)
- کیلومتر پنج (۱۳۶۱)

### تهیه‌کننده
- بچه‌های جسور (۱۳۹۱)
- سهم من از زندگی (۱۳۸۹)
- سکوت کوهستان (۱۳۷۴)
- ماه عسل (۱۳۷۱)
- مقاومت (۱۳۶۵)
- کیلومتر پنج (۱۳۶۱)

### تدوین
- بچه‌های جسور (۱۳۹۱)
- محکومین بهشت (۱۳۸۴)
- عروس کاغذی (۱۳۷۴)
- ماه عسل (۱۳۷۱)
- جستجو در شهر (۱۳۶۴)

### فیلم‌بردار
- لیلهّ‌القدر (۱۳۵۸)